# چونچه

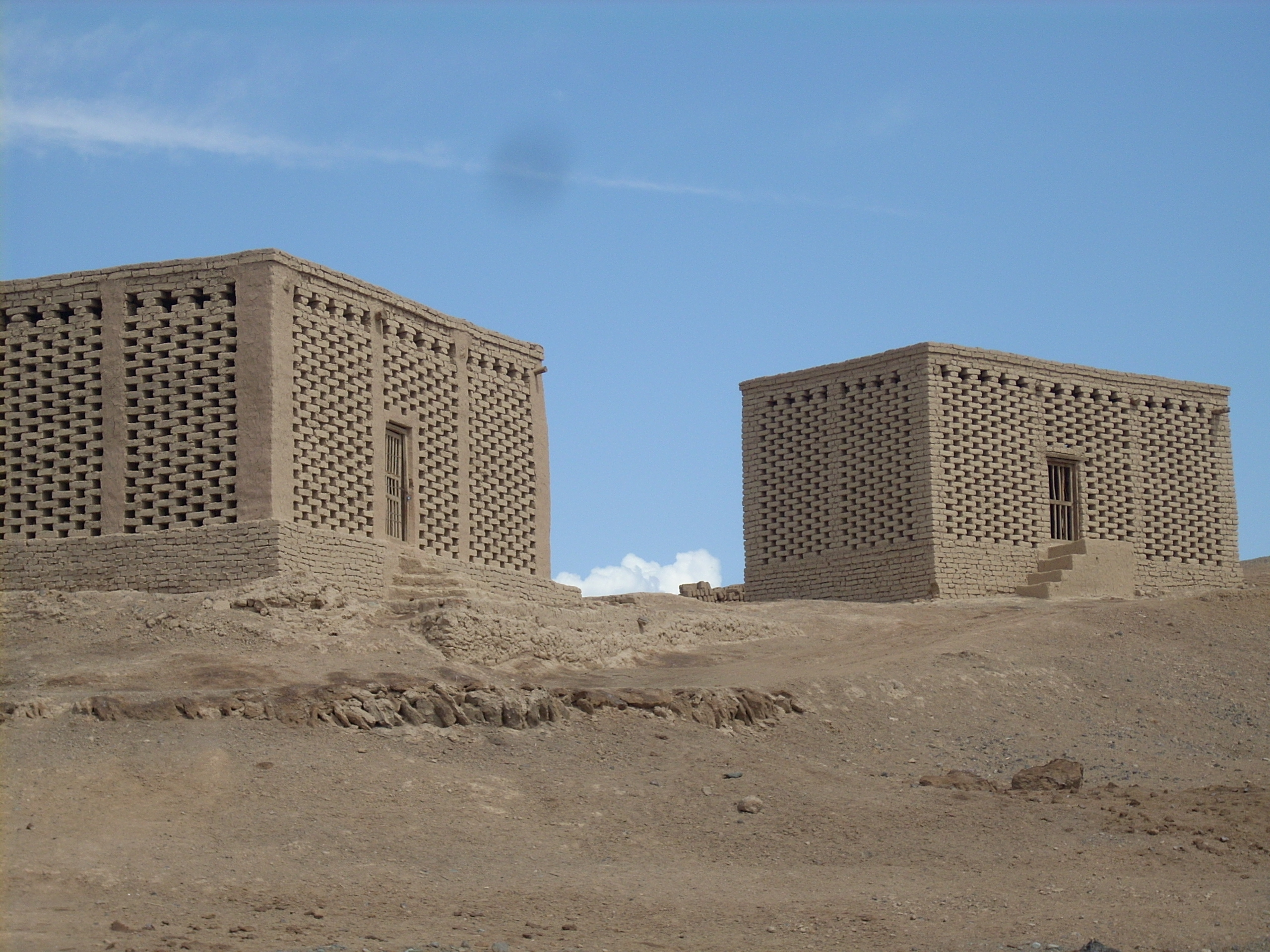
چونچه

در تورفان، اویغورها به مکان‌های تولید کشمش چونچه گویند. درون این بناها تاریک است و دیواره‌هاشان پر است از سوراخ‌های ورود باد جهت سرعت بخشیدن به خشک شدن انگورها. نیاز به باد، سبب رواج ساختشان بر بلندی‌ها و جاهای بادگیر شده. این بناها برای بازدیدکنندگان تورفان بسیار جذابند. جهانگرد قرن نوزدهمی روس گئورگی گروم گرژیمایلو درباره تورفان می‌نویسد:

تورفان به خاطر کشمش‌هایش بسیار معروف است، کشمش‌هایی که بهترین اند در جهان. آن‌های در خشک هانه‌هایی بسیار ویژه خشک می‌شوند.

فرایند خشک شدن چهل روز به طول می‌انجامد. انگورهایی که در خشک خانه‌ها خشک شده‌اند به طور معمول سبز یا زردند سبب اش خشک شدن در سایه‌است که انگورهایی که خشک شدن در آفتاب انگورها را سیاه می‌کند.
تولید سالانه کشمش چین در ۲۰۰۹ تا ۲۰۱۰ توسط کارشناسان بین‌المللی ۱۵۵۰۰۰ تن براورد شد (بیشترین در دنیا) که ۷۵ درصد آن از سهم تورفان بود.